# Мадри-ди-Деус (Баия)
Мадри-ди-Деус (порт. Madre de Deus) — муниципалитет в Бразилии, входит в штат Баия. Составная часть мезорегиона Агломерация Салвадор. Находится в составе крупной городской агломерации Агломерация Салвадор. Входит в экономико-статистический микрорегион Салвадор. Население составляет 15 432 человека на 2007 год. Занимает площадь 11,141 км². Плотность населения — 1385,1 чел./км².

## История
Город основан в 1990 году.

## Статистика
- Валовой внутренний продукт на 2005 год составляет 124 735 178 реалов (данные: Бразильский институт географии и статистики).
- Валовой внутренний продукт на душу населения на 2005 год составляет 9024 реала (данные: Бразильский институт географии и статистики).
- Индекс развития человеческого потенциала на 2000 год составляет 0,740 (данные: Программа развития ООН).

## География
Климат местности тропический.